# Giovanni Falcone (film)
Giovanni Falcone è un film del 1993 diretto da Giuseppe Ferrara.

## Trama
Il film si basa sulla storia vera del giudice Giovanni Falcone, in particolare sui suoi ultimi anni di lavoro (si parla degli anni 1981-1992) e sulla lotta contro la mafia, che gli costerà la vita nella strage di Capaci, il 23 maggio 1992. Il film si apre in parallelo con due giuramenti: quello di un mafioso e quello del giudice stesso avvenuto nel 1964, per poi concentrarsi sugli episodi più importanti dell'attività di quest'ultimo, dall'uccisione dei boss Bontate e Inzerillo alla seconda guerra di mafia, dall'assassinio del generale Carlo Alberto dalla Chiesa fino alla collaborazione con Rocco Chinnici. Si intravede anche la Cupola mafiosa, la morte di Ninni Cassarà, gli interrogatori dei pentiti, tra cui quello di Tommaso Buscetta, che rivelò diversi segreti di Cosa nostra ma non tutti, lo smantellamento del gruppo e l'incarico al ministero di Grazia e Giustizia come direttore generale per gli affari penali ed infine la strage di Capaci e quella di via d'Amelio, in cui perde la vita il collega ed amico Paolo Borsellino. Il regista mescola materiale di repertorio, tratto da telegiornali dell'epoca, con scene ricostruite con molta verosimiglianza, per raccontare con uno stile da docufiction l'inquietante intreccio fra mafia e politica. Significativa è la scelta di inserire brevi sequenze tratte da Il settimo sigillo che raccontano la partita a scacchi tra la morte e il cavaliere, e che nel film rappresentano per Falcone una sorta di ossessione ricorrente.  Meno evidente, forse, ma ugualmente significativo, nella parte finale del film  in cui la vicenda si avvia alla sua tragica conclusione, il ripetuto ricorso della colonna sonora di Pino Donaggio alle tre note che introducono La morte di Isotta. Alla fine di ciò, il 15 gennaio 1993 Toto Riina viene arrestato e condannato all'ergastolo.

## Produzione
Il film divenne un caso ancora prima di essere girato: la famiglia di Paolo Borsellino e altri parenti delle vittime si opposero alla sua realizzazione, accusando il regista di voler speculare sul loro dolore, ma Ferrara rispose con una lettera aperta con cui difendeva il suo operato.
Il film è stato girato in lingua italiana, ma alcuni attori italiani e inglesi sono stati ugualmente doppiati in post-produzione.
Sono state riutilizzate alcune scene già presenti ne Il sasso in bocca del 1969 e in Cento giorni a Palermo del 1984, diretti dallo stesso regista: si tratta delle sequenze dell'affiliazione del mafioso all'inizio del film e quelle dell'assassinio del generale Carlo Alberto dalla Chiesa e della retata di arresti.

### Sceneggiatura
Per scrivere la sceneggiatura, Ferrara aveva incontrato lo stesso Borsellino cinque giorni prima che venisse ucciso e si avvalse anche della testimonianza di diversi colleghi di Falcone, tra cui Antonino Caponnetto (che si disse perplesso sul progetto), Giacomo Conte, Giuseppe Di Lello ed altri. Anche la sorella del giudice, Maria Falcone, incontrò Ferrara prima delle riprese e Michele Placido raccontò un aneddoto: "La storia del film è tutta singolare sin da un episodio accaduto quando eravamo a casa della sorella di Falcone. Mentre Ferrara spiegava che secondo lui il magistrato aveva un rapporto singolare, quasi di sfida, con la morte, il nipote di Falcone, passando per caso, rivelò che lo zio era ossessionato da un film, e gliene aveva regalato alcuni fotogrammi. Era ' Il settimo sigillo' di Bergman, un film in cui un cavaliere gioca con la morte".

### Riprese
Le location esterne del tribunale di Palermo (es. i palazzi che si vedono dal lunotto posteriore dell'auto di scorta su cui viaggiano Falcone e Borsellino mentre discutono del sospetto di una talpa che ha fatto la soffiata ai killer di Cassarà ed Antiochia) non appartengono al capoluogo siciliano: si tratta dei palazzi delle facoltà di Matematica, Mineralogia, Fisica (vecchio edificio) e del Rettorato della città universitaria di Roma (La Sapienza). Le scene fuori delle aule di giustizia (Falcone parla con la moglie dopo l'episodio dell'Addaura; Falcone comunica a Borsellino che andrà a Roma per ricoprire l'incarico di Direttore generale degli Affari Penali al Ministero di Grazia e Giustizia) sono state girate nell'atrio del Rettorato (anche la scena in cui Falcone e la moglie percorrono un corridoio da cui si vede l'atrio anzidetto) dell'università La Sapienza di Roma. L'aula in cui Falcone parla ad un convegno da Direttore degli Affari Penali e viene criticato da un uomo (l'attore Sergio Albelli) non è dell'Università di Pavia - come scenicamente è indicato nel film - ma un'aula della facoltà di Lettere e Filosofia, ancora de La Sapienza: la scala da cui Falcone e la giornalista Marcelle Padovani scendono dovrebbe essere una delle scale esterne della stessa facoltà (ipotesi alternativa: potrebbe trattarsi - nel primo caso - dell'aula V della vicina facoltà "Guido Castelnuovo" di Matematica). Infine l'ingresso della Procura di Marsala, dove Borsellino prestò servizio come Procuratore della Repubblica, è situata - per esigenze del film - presso l'ingresso della Facoltà di Biotecnologie/Botanica che si trova di fronte alla facoltà di Farmacologia "Vittorio Erspamer" ed accanto alle segreterie studenti sempre della prima università romana.

## Distribuzione[8][1]
Il film venne mostrato in anteprima l'8 ottobre 1993 ad un pubblico di giornalisti e personaggi dello spettacolo ma la proiezione causò diverse polemiche, tanto che la stessa Maria Falcone ottenne dal produttore Giovanni Di Clemente il taglio di una scena di pochi minuti "per impedire che nel film Ferrara rappresentasse la circostanza, assolutamente falsa, del viaggio di mio fratello negli Usa dopo la morte di Lima per interrogare Buscetta. Tale circostanza, prospettata come vera, offende profondamente la memoria di Giovanni che mai ha compiuto attività di indagine illegittima" mentre i legali di Bruno Contrada chiesero al pretore di Roma di rimuovere la didascalia che compariva nel finale "Il numero tre del Sisde già capo della squadra mobile di Palermo, è arrestato per concorso in associazione mafiosa" che riconduceva il personaggio de "u' dottore" che compare più volte nel film al loro assistito. Il regista presentò al Tribunale di Roma un'istanza per ottenere il ripristino dei tagli ma venne rigettata. Infine questa versione "aggiustata" uscì nelle sale una ventina di giorni dopo.
Ferrara denunciò la circostanza che per due anni nessuna rete televisiva nazionale volle trasmettere il film. Il primo passaggio televisivo del film avvenne in prima serata su Canale 5 il 20 maggio 1996, in occasione del quarto anniversario della strage di Capaci, e venne visto da più di 9 milioni di telespettatori; il superlatitante Giovanni Brusca, colui che premette il telecomando che causò l'esplosione di Capaci, venne arrestato quella sera proprio mentre guardava in TV il film di Ferrara.

## Riconoscimenti
- 1994 – David di Donatello
  - Candidatura al miglior produttore a Giovanni Di Clemente
  - Candidatura al migliore attore non protagonista a Giancarlo Giannini

## Controversie legali
Il regista Giuseppe Ferrara subì una condanna per diffamazione nei confronti dell'ex commissario di polizia e funzionario del SISDE Bruno Contrada (che si sentì diffamato dal personaggio de "Il Dottore" interpretato da Pietro Biondi, che a lui si ispirava) e una separata richiesta di risarcimento in sede civile per la cifra di 4 miliardi di lire da parte del giudice Vincenzo Geraci (interpretato da Gianfranco Barra nel film), perché si sentì rappresentato nella pellicola in maniera negativa.